# 쥴리 (벽화)

검찰총장 출신 정치인 윤석열의 아내이자, 기업인인 김건희를 풍자하는 음모론을 소재로 그린 '쥴리' 벽화(위). 그림을 의뢰한 '홍길동 중고서점'의 주인은 이후 철거를 요구받자 7월 30일 문제가 되는 글귀를 지웠다.(아래)

"쥴리"는 2021년 7월 28일부터 8월 2일까지 대한민국 서울시 종로구에 있는 서점 '홍길동 중고서점'의 외벽에 전시되었던, 검찰총장 출신 정치인(고위공직자범죄수사처(공수처)가 17일 내란우두머리 등 혐의로 윤석열 대통령에 대한 구속영장을 청구한 현직 대통령 구속영장 청구는 헌정 사상 처음인 [윤석열]]의 아내이자 기업인인 (국민대 논문 표절로 박사학위 취소 예정)인 김건희를 비판하는 내용이 그려진 벽화이다. 철판 위에 그려진 2점의 그림으로 이뤄져 있으며, 서점 입구 바로 옆 첫번째 그림에는 "쥴리의 남자들"이라는 표제와 함께 익명의 인물 목록이 우측 하단에 나열되어 있었다. 왼쪽의 두번째 그림에는 금발 여인의 얼굴이 그려져 있으며, 좌측 하단에 "쥴리의 꿈! 영부인의 꿈!"이라는 문구가 쓰여 있었다. '쥴리'는 진보 성향의 유튜버 '열린공감TV'의 주장에서 김건희를 가리키는 멸칭이며, 나열된 남자들의 명단은 그녀와 관련 있는 사람들이라고 윤석열 음모론 문건에서 언급된 것들이다.
그림을 의뢰한 사람은 홍길동 중고서점의 주인이다. 그는 전시일로부터 2주 전 해당 벽화를 제작하기 시작했다고 한다. 그림이 전시된 하루 동안 서점 앞은 구경하러 온 시민과, 차량을 이용해 벽화를 가리려는 보수·진보 유튜버로 인파를 이뤘다. 글귀가 사라지기 전 서점 앞은 시위로 인한 소음, 교통 혼잡으로 민원이 접수되었으며, 폭행 시비도 보고되었다. 7월 30일 해당 문구는 흰색 페인트로 덧칠되었고, 8월 1일에는 '통곡의 벽: 맘껏 표현의 자유를 누리셔도 됩니다'라는 현수막이 상단에 걸쳐진 채로 그림 자체가 새까만 페인트로 덧칠되었다. 덧칠 위에는 여러 정치인과 그들의 부인에 대한 욕설로 뒤범벅되자, 8월 2일 서점 측은 흰색 페인트를 칠해 그림을 지웠다. 
김건희의 남편인 윤석열은 전시일 당일 열린공감TV 등이 유포한 부인 관련 음모론에 강경한 입장을 보이며 해당 벽화에도 법적 대응을 검토하겠다고 밝혔으나, 문제의 문구가 지워진 이후인 7월 31일 이후 이를 번복했다. "쥴리" 벽화는 국민의힘과 더불어민주당, 정의당 소속 정치인들과 여성계 시민 사회 인사들로부터 여성 차별적인 그림이라는 비판을 받았다.

## 벽화
"쥴리" 벽화는 서울시 종로구에 있는 '홍길동 중고서점'의 주인인 여정원 씨의 의뢰로 그려졌다. 그림이 처음 구상된 시점은 전시일로부터 2주 전이라고 한다. 여 씨는 지인인 민들레 영토 대표 지승룡의 페이스북에 공개된 그와의 인터뷰에서, 전 검찰총장 윤석열이 "(문재인 정부가) 헌법적 가치를 훼손"하여 대통령 선거에 출마했다는 말을 듣고  화가 나서 벽화를 기획했다고 진술했다. 한편 노컷뉴스와의 인터뷰에서는 환경 미화를 이유로 그렸다고도 밝혔고 중앙일보와의 인터뷰에서는 작가에게 호주에서 본 벽화를 그리게 했는데 우연히 유튜브에 도배된 쥴리 콘텐트가 떠올라서 화두를 던졌다고도 밝혔다. 그는 그래피티 화가에게 일감을 주어 2주에 걸쳐 그림을 완성시켰다. 
벽화는 가로 약 15m, 세로 2.5m의 길이이며, 총 6점의 서로 다른 그림으로 구성되어 있다. '쥴리'라 불린 벽화는 그 중 오른쪽의 2점. 서점 입구 바로 옆 첫번째 그림에는 칼이 꽂힌 붉은색 하트에 '쥴리의 남자들'이라는 표제가 적힌 흰 띠가 둘러져 있으며, "2000 아무개 의사, 2005 조 회장, 2006 아무개 평검사, 2006 양검사, 2007 BM 대표, 2008 김 아나운서, 2009 윤서방 검사" 등 익명의 인물 목록이 우측 하단에 나열되어 있다. 왼쪽의 두번째 그림에는 금발 여인의 얼굴이 그려져 있으며, 좌측 하단에 "쥴리의 꿈! 영부인의 꿈!"이라는 문구가 쓰여 있었다. '쥴리'는 진보 성향의 유튜버 '열린공감TV'가 주장한, 김건희가 과거 유흥업소 접객원 '쥴리'였다는 음모론에서 나온 이름이며, 나열된 남자들의 명단은 윤석열 음모론 문건 (속칭 윤석열 X 파일)에서 유래한 것들이다. 여 씨는 두 그림 모두 호주 멜버른에서 그려진 그래피티 작품을 모티브로 하고 있다고 말했다. 조선일보는 특히 두 번째 여성 그림이 테일러 스위프트를 비방하는 작품에서 따온 것으로 추정된다고 보도했다.

## 전시 및 집회
"쥴리" 벽화는 2021년 7월 28일부터 홍길동 중고서점 외벽에 전시되었다. 그림 전시일 다음 날인 7월 29일 서점 앞은 구경하러 온 시민과, 차량을 이용해 벽화를 가리려는 보수 유튜버로 인파를 이뤘다. 보수 성향의 유튜버들은 가게 앞에서 계란을 팔거나, 확성기로 농성을 벌였다. 그들의 차량 시위로 인한 교통 혼잡 소음, 진보 유튜버의 맞불 집회 등으로 시민들과 실랑이가 벌어지자 민원을 받고 경찰이 출동하기도 했다. 이 날 서점 관련 경찰 신고는 오전 7시 30분부터 오후 10시 55분까지 약 41건이 기록되었다. 유형별로는 교통 불편 (15건), 소음 (8건), 미신고 집회 (6건), 행패 소란 (5건) 순이었으며, 시민들 간의 폭행 시비도 보고되었다.
이후 경찰의 지도로 차량이 치워지자 보수 단체 회원들은 '공정·상식'이 적힌 우산을 펴고 그림 앞에 서서 시야를 가리고, 경기도지사 이재명과 염문설을 주장하는 배우 김부선을 묘사하는 듯한 '난방열사 그림' 패널을 들고 나오기도 했다. 진보 성향 시민은 재진입하려는 차량 앞에 드러누워 가로막는 등 실랑이를 벌이는가 하면, 판소리 형태로 김건희를 비판하는 공연을 펼치기도 했다. 한편으로는 서점을 응원하는 의미로 책을 구매하러 온 사람들도 모였다. 홍길동 중고서점은 시위에 무대응으로 일관했다.
서점 주인 여 모씨는 당초 '표현의 자유'를 들어 "쥴리가 나타나기 전까지 철거할 생각이 없다"고 밝혔으나, 이후 국민일보 인터뷰에서 문구를 지우겠다고 전했고, 7월 30일 해당 문구는 흰색 페인트로 덧칠되었다. 하지만 사람들이 그림 위에 문재인 관련 욕설이나 지워진 문구를 써 넣자 직원은 문구가 있던 자리를 검은 락카로 지워버렸다. 또한 1인 시위자 및 인증샷을 찍기 위해 온 사람 등이 벽화 자리로 몰려들었다. 8월 1일 "쥴리" 벽화는 '통곡의 벽:맘껏 표현의 자유를 누리셔도 됩니다'라는 현수막이 상단에 걸쳐진 채로 새까만 페인트로 덧칠되었다. 덧칠 위에는 여러 정치인과 그들의 부인에 대한 욕설로 뒤범벅되었다. 8월 2일 서점 측은 결국 흰색 페인트로 그림 자체를 지웠다.

## 반응
"쥴리" 벽화의 음모론적, 인신 공격적 성격은 정치권으로부터 비판을 받았다. 정당 국민의힘의 전 비전전략실장인 김근식은 쥴리 벽화를 두고 "확인되지 않은 잡스런 풍문을 기정사실화"한 그림이자 "정치적 '횡포'이자 '만행'"이라 비판했다. 국민의힘 대표 이준석은 "벽화를 바탕으로 한 조롱 행위, 음해 행위는 유권자의 표심에 부정적인 영향보다 그걸 하는(그리는) 사람에 대해서 많은 분들이 지탄할 것"이라 지적했다. 같은 당의 국회의원 김미애, 유상범과 제주도지사 원희룡, 전 과학기술부 장관 김영환도 전시를 비판하였다. 전 감사원장인 최재형이 "표현의 자유라는 미명 하에 이와 같은 인신공격을 일삼는 것은 민주주의 가치를 훼손하는 것"이라 작성한 것을 두고 더불어민주당 국회의원 정청래는 "윤석열을 위하는 척하지만 본인의 언론플레이"라고 주장했다. 더불어민주당 소속 국회부의장 김상희는 "표현의 자유를 넘어선 명백한 인권침해"라며 철거를 요구했다. 같은 당 소속이자 대선 후보인 이낙연, 이재명, 김두관도 벽화에 비판적인 견해를 보였다. 이후 고용진, 노웅래, 전재수 의원도 벽화에 반대하였다. 
해당 벽화의 여성 차별적 요소 역시 주된 비판의 대상이 되었다. 국민의힘 국회의원 하태경은 친문 성향 지지자들에게 "입만 열면 여성인권 운운하는 분들이 대체 이게 무슨 짓인가"라고 비판하며 '자칭 페미니스트'인 문재인 대통령이 나서야 한다고 주장했다. 여성운동가 오세라비는 이 벽화를 "진짜 악랄한 여성혐오"라고 지칭하며, 비슷한 시기 벌어진 양궁 선수 안산에 대한 젠더 이슈는 이에 비하면 '지엽말단적 문제'라고 선을 그었다. 진중권은 자신의 페이스북에서 그림을 두고 "그 자체도 무섭고 섬뜩한 일이지만, 무엇보다 그 바탕에 깔린 여성 혐오가 혐오스럽다"고 힐난했다. 정의당 역시 "쥴리" 벽화를 여성혐오라고 규정하며 비판 입장을 표명했다. 국민의힘 소속 여성의원인 전여옥과 윤희숙은 7월 30일 벽화의 내용과 함께, 발언 시점까지 아무런 입장 발표를 내지 않은 여성가족부와 여성 단체들을 비판하였다. 이후 여성가족부는 양궁 선수 안산 관련 논란과 함께 쥴리 벽화에 대해 "여성 혐오적 표현이나 인권 침해적 행위가 있어선 안 된다"는 짧은 입장문을 냈다. 뒤이어 여성변호사협회 역시 비판 성명을 발표했다.   
윤석열은 7월 29일 부인 관련 음모론에 법적 대응하겠다는 입장을 보이고 해당 벽화에 배후가 있음을 주장하면서도, 서점 주인에게 그림을 자진 철거할 것을 권고했다. 문제의 문구가 지워진 이후인 7월 31일 이후에는 법적 대응하지 않겠다고 밝혔다. 윤석열 캠프 소속 김경진은 '표현의 자유'라는 서점 주인 주장에 대해 '사상의 마지막 쓰레기의 끝단'이라고 비평했다.    
한편 클리앙 등 친문 성향 커뮤니티는 벽화에 호의적인 반응을 보였다. 7월 31일에는 SNS에 청주에서 쥴리 벽화를 제작하겠다는 게시글이 올라왔다. 8월 1일 시민단체 활빈단은 서점 주인을 명예 훼손으로 고발하였다.

## 같이 보기
- 더러운 잠